# Sochinsogonia centrivittata
Sochinsogonia centrivittata är en insektsart som beskrevs av Gustav Breddin 1899. Sochinsogonia centrivittata ingår i släktet Sochinsogonia och familjen dvärgstritar. Inga underarter finns listade i Catalogue of Life.